# Първа индо-пакистанска война
Първата индо-пакистанска война е въоръжен конфликт, воден между Индия и Пакистан в периода октомври 1947 г. – декември 1948 г. за контрол над княжеската държава Джаму и Кашмир. Това е първата от общо четири индо-пакистански войни между двете страни. Пакистан започва войната едва няколко седмици след като става независима държава, предприемайки офанзива с племенни войски от Вазиристан в опит да превземе спорната област Кашмир, бъдещето на която не е ясно. Нерешителният изход от войната засяга геополитиката и в двете държави до ден днешен.
Махараджата на Джаму и Кашмир е изправен пред въстание от страна на мюсюлманските си субекти в района Пунч. Той губи контрол над западните територии на държавата си. На 22 октомври 1947 г. пакистанските пущунски племенни войски преминават границата на Джаму и Кашмир. Към тези племенни войски се присъединяват нередовни пакистански войски и напредват към столицата на страната – Шринагар. Достигайки Барамула, обаче, те започват да плячкосват и настъплението им секва. Междувременно, махараджа Хари Сингх отправя молба към Индия за помощ. Такава е предложена, но при условие, че Хари Сингх подпише договор за присъединяване на територията на Джаму и Кашмир към Индия, което той приема.
Войната първоначално се води между въоръжението сили на Джаму и Кашмир и племенните милиции на Федерално управляемите племенни територии. След като спорната област се присъединява към Индия на 26 октомври 1947 г., индийски войски пристигат по въздух в столицата Шринагар. Британските командири първоначално отказват въвличането на пакистанските войски в конфликта, посочвайки присъединяването на областта към Индия. Въпреки това, към края на 1948 г. те отстъпват от тази си позиция и пакистанската армия се включва във войната. Фронтовите линии се втвърдяват по т. нар. Линия на контрол. Формално примирие е обявено през нощта на 31 декември 1948 г. и влиза в сила на следващия ден. Резултатът от войната е неубедителен. Все пак, голяма част от неутралните оценки считат Индия за победител в нея, тъй като успява да защити около 2/3 от Кашмир, включително Кашмирската долина, Джаму и Ладакх.